# کمپین ریاست‌جمهوری جو بایدن (۲۰۲۰)
کمپین ریاست جمهوری جو بایدن، ۲۰۲۰ (انگلیسی: Joe Biden 2020 presidential campaign) کمپین موفق جو بایدن در انتخابات ریاست‌جمهوری ۲۰۲۰ آمریکا بود که منجر به شکست دونالد ترامپ، رئیس‌جمهور وقت، شد.
کمپین جوزف رابینت بایدن جونیور، سناتور سابق ایالات متحده آمریکا از ایالت دلاور و معاون رئیس‌جمهوری تحت دولت باراک اوباما در تاریخ ۲۵ آوریل ۲۰۱۹ اعلام شد.
برنی سندرز، تنها رقیب باقی‌مانده بایدن، در ۱۴ آوریل ۲۰۲۰ از جو بایدن حمایت کرد. بدین ترتیب او به نامزد پیش‌فرض حزب دموکرات برای انتخابات ۲۰۲۰ تبدیل شد. بایدن پس از کسب آرای کافی در انتخابات مقدماتی، در ۶ ژوئن به نامزد پیش‌فرض حزب دموکرات برای انتخابات ریاست‌جمهوری ۲۰۲۰ آمریکا تبدیل شد.
جو بایدن در نهایت در اوت ۲۰۲۰ در همایش ملی حزب دموکرات به‌طور رسمی به عنوان نامزد حزب دموکرات اعلام گردید و طی یک سخنرانی این نامزدی را پذیرفت. همچنین کاملا هریس به عنوان شریک انتخاباتی او اعلام شد.
جو بایدن در ۷ نوامبر ۲۰۲۰ به عنوان پیروز انتخابات ۲۰۲۰ و رئیس جمهور منتخب ایالات متحده آمریکا اعلام گردید.